# Anvar Ibragimov
Anvar Kamilevič Ibragimov (in russo Анвар Камилевич Ибрагимов?; Ufa, 27 novembre 1965 – 27 agosto 2023) è stato uno schermidore sovietico, vincitore di una medaglia d'oro nella scherma ai giochi olimpici.

## Biografia
È il marito della fiorettista Ol'ga Veličko.

## Palmarès
In carriera ha conseguito i seguenti risultati:
- Giochi olimpici

Seul 1988: oro nel fioretto a squadre
- Mondiali di scherma

Barcellona 1985: bronzo nel fioretto a squadre
L'Aia 1995: argento nel fioretto a squadre.